# کارخانه قند اسلام‌آباد غرب
کارخانه قند اسلام آباد غرب یک کارخانۀ قدیمی قند در شهر اسلام آباد غرب است. این کارخانه بخشی از شرکت قند پانیذ فام به شمار می‌رود. این کارخانه در بزرگراه کرمانشاه–اسلام‌آباد غرب، میدان ترمینال، خیابان چمران، بلوار شهید باقری قرار دارد. دفتر مرکزی شرکت قند پانیذفام نیز در تهران، خیابان فردوسی، خیابان نوفل لوشاتو، خیابان مسعود سعد واقع شده‌است. هم‌اکنون ظرفیت تولیدی بالقوۀ کارخانۀ قند اسلام‌آباد غرب ۱۵۰۰ تن و ظرفیت تصفیۀ شکر خام به میزان ۵۰۰ تن است.

## تاریخچه و صادرات
کارخانۀ قند اسلام‌آباد غرب در سال ۱۳۱۴ احداث شد. ماشین‌آلات و تجهیزات خطوط تولید این کارخانه از شرکت اشکودای کشور چکسلواکی خریداری شد. طرح توسعۀ کارخانه در سال ۱۳۷۹ اجرا شد و ظرفیت تولیدی آن به ۱۵۰۰ تن چغندر در روز رسید. این کارخانه متعلق به «صنایع قند اتکا» وابسته به سازمان اتکای ارتش ایران بود. در سال ۱۳۸۴ دو کارخانۀ قند اسلام‌آباد و میاندوآب متعلق به «صنایع قند اتکا» با شرکت قند فسا ادغام شدند و «شرکت قند پانیذفام» را تشکیل دادند.
در کارخانۀ قند اسلام‌آباد غرب، استحصال شکر از چغندر، تولید قند کله، بسته‌بندی محصولات، تفاله خشک کنی و تولید ملاس (شیرۀ شکر) انجام می‌شود. محصولات این کارخانه همانند دیگر کارخانجات وابسته به شرکت قند پانیذفام، با نام تجاری «قند پانیذفام» و برند «زمردفام» به بازار عرضه می‌شود. محصولات کارخانۀ قند اسلام‌آباد قند سفید شکسته در وزن‌های گوناگون، شکر سفید و نبات در ابعاد مختلف هستند. کارخانه قند و شکر شهرها و استان‌های اطراف را تأمین می‌کند و همچنین به کشور عراق نیز صادرات دارد.

## مشخصات کارخانه
ظرفیت کارخانه قند فعلی شهرستان اسلام آباد هشت هزار تن در سال است و به دلیل تکنولوژی پایین و قدیمی بودن تجهیزات کارخانه، کشاورزان مجبورند بخش عمده‌ای از چغندر خود را به کارخانه‌های دیگر از جمله کارخانه نقش جهان (اصفهان) بفرستند. همچنین کارخانه فعلی در محدوده شهر واقع شده و باعث آزار مردم می‌شود. سالانه حدود ۲۰۰ هزار تن چغندر قند در شهرستان اسلام آباد غرب تولید می‌شود که ۸۰ هزار تن آن به کارخانه قند اسلام آباد ارسال می‌شود و به دلیل ظرفیت کم کارخانه قند اسلام آبادغرب ۵۶ درصد چغندر تولید شده از استان خارج می‌شود.